# Dyskografia Oasis
Dyskografia brytyjskiej grupy rockowej Oasis, zawiera siedem albumów studyjnych, dwa albumy koncertowe, dwie kompilacje, dwa minialbumy, pięć wideogramów oraz trzydzieści dwa single, które sprzedały się łącznie w nakładzie 70 mln egzemplarzy.
Zespół powstał w 1991 roku z inicjatywy wokalisty Liama Gallaghera, gitarzysty Paula Arthursa, basisty Paula McGuigana oraz perkusisty Tony’ego McCarrolla, wkrótce potem do zespołu dołączył główny kompozytor Noel Gallagher, starszy brat Liama. Debiutancki album zespołu zatytułowany Definitely Maybe zadebiutował na pierwszym miejscu brytyjskiej listy UK Albums Chart oraz uzyskał status siedmiokrotnej platynowej płyty w Wielkiej Brytanii. Natomiast debiutancki singel Oasis "Supersonic" uplasował się na 31. miejscu UK Singles Chart.

## Albumy
| 1994                           | Definitely Maybe - Data: 30 sierpnia 1994 - Wydawca: Creation (CRE #169) - Format: CD, LP, CS, MD, DD                             | 1 | 23 | 27 | — | —  | —  | —  | 1 | — | 34 | 55 | 34 | 5  | —  | 4 | 25 | 58 | - UK: 7× platyna - CAN: platyna - US: platyna - SWI: złoto                                                   |
| 1995                           | (What’s the Story) Morning Glory? - Data: 2 października 1995 - Wydawca: Creation (CRE #189) - Format: CD, LP, CS, MD             | 1 | 1  | 3  | — | —  | 8  | 19 | 1 | 7 | 8  | 4  | 5  | 1  | —  | 1 | 1  | 4  | - UK: 14× platyna - Argentyna: złoto - AUS: 6× platyna - CAN: 8× platyna - US: 4× platyna - SWI: złoto       |
| 1997                           | Be Here Now - Data: 21 sierpnia 1997 - Wydawca: Creation (CRE #219) - Format: CD, LP, CS, MD                                      | 1 | 1  | 3  | 1 | —  | 1  | 1  | 1 | 1 | 3  | 1  | 1  | 1  | —  | 1 | 2  | 2  | - UK: 6× platyna - AUS: platyna - Argentyna: złoto - CAN: 2× platyna - US: platyna - SWI: złoto - POL: złoto |
| 2000                           | Standing on the Shoulder of Giants - Data: 28 lutego 2000 - Wydawca: Big Brother (RKID #2) - Format: CD, LP, CS, MD               | 1 | 6  | 3  | 8 | —  | 4  | 6  | 1 | 1 | 4  | 16 | 4  | 8  | —  | 3 | 3  | 24 | - UK: 2× platyna - SWI: złoto                                                                                |
| 2002                           | Heathen Chemistry - Data: 1 lipca 2002 - Wydawca: Big Brother (RKID #25) - Format: CD, LP, CS                                     | 1 | 4  | 4  | 5 | 8  | 5  | 8  | 1 | 2 | 3  | 32 | 3  | 16 | —  | 2 | 1  | 24 | - UK: 3× platyna - AUS: złoto - Argentyna: złoto - SWI: złoto                                                |
| 2005                           | Don’t Believe the Truth - Data: 30 maja 2005 - Wydawca: Big Brother (RKID #30) - Format: CD, LP, CD/DVD, DD                       | 1 | 5  | 6  | 3 | 12 | 9  | 5  | 1 | 1 | 1  | 11 | 5  | 12 | 9  | 3 | 3  | 12 | - UK: 3× platyna - CAN: złoto - IRE: 2× platyna - Argentyna: złoto                                           |
| 2008                           | Dig Out Your Soul - Data: 6 października 2008 - Wydawca: Big Brother (RKID #51) - Format: CD, LP, CD/DVD, 2LP, DL, 2CD/DVD/4LP/DL | 1 | 5  | 13 | 5 | 13 | 14 | 4  | 2 | 1 | 2  | 11 | 11 | 6  | 14 | 8 | 2  | 5  | - UK: 2x platyna - JPN: złoto                                                                                |
| "–" Pozycja nie była notowana. | |   |    |    |   |    |    |    |   |   |    |    |    |    |    |   |    |    | |

## Albumy koncertowe
| Rok  | Album | Pozycja na liście | Pozycja na liście | Pozycja na liście | Pozycja na liście | Pozycja na liście | Pozycja na liście | Pozycja na liście | Pozycja na liście | Certyfikaty    |
| Rok  | Album | UK                | AUT               | FRA               | IRE               | JPN               | NOR               | SWI               | US                | Certyfikaty    |
| ---- | --- | ----------------- | ----------------- | ----------------- | ----------------- | ----------------- | ----------------- | ----------------- | ----------------- | -------------- |
| 1993 | Live Demonstration - Data: 1993 - Format: CS                                                                    | -                 | -                 | -                 | -                 | -                 | -                 | -                 | -                 |                |
| 2000 | Familiar to Millions - Data: 13 listopada 2000 - Wydawca: Big Brother (RKID #5) - Format: 2CD, 3LP, CD, 2CS, MD | 5                 | 49                | 51                | 10                | 13                | 38                | 63                | 182               | - UK: Platinum |

## Kompilacje
| Rok                            | Album                                                                                                   | Pozycja na liście | Pozycja na liście | Pozycja na liście | Pozycja na liście | Pozycja na liście | Pozycja na liście | Pozycja na liście | Pozycja na liście | Pozycja na liście | Pozycja na liście | Pozycja na liście | Pozycja na liście | Pozycja na liście | Pozycja na liście | Pozycja na liście | Pozycja na liście | Certyfikaty                                                  |
| Rok                            | Album                                                                                                   | UK                | AUS               | AUT               | CAN               | FIN               | FRA               | IRE               | ITA               | JPN               | NED               | NOR               | NZ                | SPA               | SWE               | SWI               | US                | Certyfikaty                                                  |
| ------------------------------ | --- | ----------------- | ----------------- | ----------------- | ----------------- | ----------------- | ----------------- | ----------------- | ----------------- | ----------------- | ----------------- | ----------------- | ----------------- | ----------------- | ----------------- | ----------------- | ----------------- | ------------------------------------------------------------ |
| 1998                           | The Masterplan - Data: 2 listopada 1998 - Wydawca: Creation (CRE #241) - Format: CD, LP, CS             | 2                 | 36                | —                 | 11                | 32                | 20                | 1                 | —                 | 5                 | 55                | 18                | —                 | —                 | 20                | 40                | 51                | - UK: platyna - CAN: złoto                                   |
| 2006                           | Stop the Clocks - Data: 20 listopada 2006 - Wydawca: Big Brother (RKID #36) - Format: 2CD, 3LP, 2CD/DVD | 2                 | 34                | 22                | —                 | —                 | 176               | 2                 | 14                | 1                 | 73                | —                 | 18                | 42                | 29                | 19                | 89                | - UK: 4× platyna - AUS: złoto - IRE: 4× platyna - JPN: złoto |
| "–" pozycja nie była notowana. | |                   |                   |                   |                   |                   |                   |                   |                   |                   |                   |                   |                   |                   |                   |                   |                   |                                                              |

## Minialbumy
| 1996                           | Definitely Maybe (singles box) - Data: 16 listopada 1996 - Wydawca: Creation (CRE #-) - Format: CD, 2xEP | 23 | -  | -  | - |
| 1996                           | Morning Glory (singles box) - Data: 16 listopada 1996 - Wydawca: Creation (CRE #-) - Format: CD, 2xEP    | 24 | -  | -  | - |
| 2006                           | Stop the Clocks - Data: 13 listopada 2006 - Wydawca: Big Brother (RKID #37) - Format: CD, 2xEP           | 2  | 12 | 17 | 4 |
| "–" pozycja nie była notowana. | |    |    |    |   |

## Single
| Rok                            | Tytuł                                 | Pozycja na liście | Pozycja na liście | Pozycja na liście | Pozycja na liście | Pozycja na liście | Pozycja na liście | Pozycja na liście | Pozycja na liście | Pozycja na liście | Pozycja na liście | Pozycja na liście | Pozycja na liście | Pozycja na liście | Pozycja na liście | Pozycja na liście | Pozycja na liście | Pozycja na liście | Pozycja na liście | BPI Certification | RIAA Certification | Album                              |
| Rok                            | Tytuł                                 | UK                | AUS               | AUT               | CAN               | DEN               | FIN               | FRA               | IRE               | ITA               | NED               | NOR               | NZ                | SPA               | SWE               | SWI               | US                | US Main.          | US Mod.           | BPI Certification | RIAA Certification | Album                              |
| ------------------------------ | ------------------------------------- | ----------------- | ----------------- | ----------------- | ----------------- | ----------------- | ----------------- | ----------------- | ----------------- | ----------------- | ----------------- | ----------------- | ----------------- | ----------------- | ----------------- | ----------------- | ----------------- | ----------------- | ----------------- | ----------------- | ------------------ | ---------------------------------- |
| 1994                           | "Supersonic"                          | 31                | —                 | —                 | —                 | —                 | —                 | 33                | 24                | —                 | —                 | —                 | 28                | —                 | —                 | —                 | —                 | 38                | 11                | Srebro            | —                  | Definitely Maybe                   |
| 1994                           | "Rock ’n’ Roll Star"                  | —                 | —                 | —                 | —                 | —                 | —                 | —                 | —                 | —                 | —                 | —                 | —                 | —                 | —                 | —                 | —                 | —                 | 36                | —                 | —                  | Definitely Maybe                   |
| 1994                           | "Shakermaker"                         | 11                | —                 | —                 | —                 | —                 | —                 | —                 | —                 | —                 | —                 | —                 | —                 | 27                | —                 | —                 | —                 | —                 | —                 | —                 | —                  | Definitely Maybe                   |
| 1994                           | "Live Forever"                        | 10                | —                 | —                 | —                 | —                 | —                 | —                 | 17                | —                 | —                 | —                 | 43                | 13                | —                 | —                 | —                 | 10                | 2                 | Srebro            | —                  | Definitely Maybe                   |
| 1994                           | "Cigarettes & Alcohol"                | 7                 | —                 | —                 | —                 | —                 | —                 | —                 | 15                | —                 | —                 | —                 | —                 | —                 | —                 | —                 | —                 | —                 | —                 | Srebro            | —                  | Definitely Maybe                   |
| 1994                           | "Whatever (singel Oasis)"             | 3                 | 40                | —                 | —                 | —                 | —                 | 15                | 5                 | —                 | 48                | —                 | —                 | 21                | 10                | 24                | —                 | —                 | —                 | Złoto             | —                  | Non-album single                   |
| 1995                           | "Some Might Say"                      | 1                 | —                 | —                 | —                 | —                 | —                 | —                 | 3                 | —                 | —                 | —                 | —                 | —                 | 7                 | —                 | —                 | —                 | —                 | Złoto             | —                  | (What’s the Story) Morning Glory?  |
| 1995                           | "Roll With It"                        | 2                 | 48                | —                 | —                 | —                 | 5                 | —                 | 2                 | —                 | —                 | 18                | 17                | 21                | 3                 | —                 | —                 | —                 | —                 | Złoto             | —                  | (What’s the Story) Morning Glory?  |
| 1995                           | "Morning Glory"                       | —                 | 25                | —                 | —                 | —                 | —                 | —                 | —                 | —                 | —                 | —                 | 29                | —                 | —                 | —                 | —                 | —                 | 24                | —                 | —                  | (What’s the Story) Morning Glory?  |
| 1995                           | "Wonderwall"                          | 2                 | 1                 | 6                 | 5                 | —                 | 11                | 10                | 2                 | —                 | 8                 | 5                 | 1                 | 1                 | 12                | 17                | 8                 | 9                 | 1                 | Platyna           | Złoto              | (What’s the Story) Morning Glory?  |
| 1996                           | "Don’t Look Back in Anger"            | 1                 | 19                | —                 | 24                | —                 | 3                 | 24                | 1                 | —                 | 30                | 19                | 20                | 2                 | 2                 | 27                | 55                | —                 | 10                | Platyna           | —                  | (What’s the Story) Morning Glory?  |
| 1996                           | "Champagne Supernova"                 | —                 | 26                | —                 | 11                | —                 | —                 | —                 | —                 | —                 | —                 | —                 | 16                | 28                | —                 | —                 | —                 | 8                 | 1                 | —                 | Złoto              | (What’s the Story) Morning Glory?  |
| 1997                           | "D’You Know What I Mean?"             | 1                 | 16                | 38                | 10                | —                 | 1                 | 37                | 1                 | —                 | 31                | 3                 | 4                 | 1                 | 2                 | —                 | —                 | 36                | 4                 | Platyna           | —                  | Be Here Now                        |
| 1997                           | "Stand by Me"                         | 2                 | 48                | —                 | —                 | —                 | 5                 | —                 | 2                 | —                 | 50                | 6                 | 31                | 3                 | 10                | 34                | —                 | —                 | 5                 | Złoto             | —                  | Be Here Now                        |
| 1998                           | "All Around the World (singel Oasis)" | 1                 | —                 | —                 | —                 | —                 | 3                 | —                 | 1                 | —                 | 47                | 9                 | 24                | 19                | 7                 | —                 | —                 | —                 | 15                | Srebro            | —                  | Be Here Now                        |
| 1998                           | "Don’t Go Away"                       | —                 | —                 | —                 | —                 | —                 | —                 | —                 | —                 | —                 | —                 | —                 | —                 | 36                | —                 | —                 | —                 | 36                | 5                 | —                 | —                  | Be Here Now                        |
| 1998                           | "Acquiesce"                           | —                 | —                 | —                 | —                 | —                 | —                 | —                 | —                 | —                 | —                 | —                 | —                 | —                 | —                 | —                 | —                 | —                 | 24                | —                 | —                  | The Masterplan                     |
| 2000                           | "Go Let It Out"                       | 1                 | 23                | —                 | —                 | —                 | 5                 | 66                | 1                 | 1                 | 36                | 3                 | 31                | 1                 | 14                | 23                | —                 | —                 | 14                | Srebro            | —                  | Standing on the Shoulder of Giants |
| 2000                           | "Who Feels Love?"                     | 4                 | —                 | —                 | —                 | —                 | —                 | —                 | 15                | 16                | 57                | —                 | —                 | 29                | —                 | 66                | —                 | —                 | —                 | —                 | —                  | Standing on the Shoulder of Giants |
| 2000                           | "Sunday Morning Call"                 | 4                 | —                 | —                 | —                 | —                 | —                 | —                 | 20                | 5                 | —                 | —                 | —                 | —                 | —                 | —                 | —                 | —                 | —                 | —                 | —                  | Standing on the Shoulder of Giants |
| 2000                           | "Where Did It All Go Wrong?"          | —                 | —                 | —                 | —                 | —                 | —                 | —                 | —                 | —                 | —                 | —                 | —                 | —                 | —                 | —                 | —                 | —                 | —                 | —                 | —                  | Standing on the Shoulder of Giants |
| 2002                           | "The Hindu Times"                     | 1                 | 22                | 29                | —                 | 7                 | 5                 | 84                | 2                 | 1                 | 47                | 3                 | 47                | 10                | 13                | 15                | —                 | —                 | —                 | Srebro            | —                  | Heathen Chemistry                  |
| 2002                           | "Stop Crying Your Heart Out"          | 2                 | 48                | 41                | —                 | 17                | 11                | —                 | 6                 | 1                 | 73                | 13                | —                 | 11                | 23                | 48                | —                 | —                 | —                 | Srebro            | —                  | Heathen Chemistry                  |
| 2002                           | "Little by Little/She Is Love"        | 2                 | —                 | —                 | —                 | —                 | 16                | —                 | 9                 | 5                 | —                 | —                 | 46                | 35                | 41                | 83                | —                 | —                 | —                 | —                 | —                  | Heathen Chemistry                  |
| 2003                           | "Songbird"                            | 3                 | —                 | —                 | —                 | —                 | —                 | —                 | 10                | 6                 | —                 | —                 | —                 | —                 | 44                | 94                | —                 | —                 | —                 | —                 | —                  | Heathen Chemistry                  |
| 2005                           | "Lyla"                                | 1                 | 23                | 38                | —                 | 5                 | 3                 | 81                | 5                 | 2                 | 52                | 10                | —                 | 3                 | 18                | 26                | 108               | —                 | 19                | —                 | —                  | Don’t Believe the Truth            |
| 2005                           | "The Importance of Being Idle"        | 1                 | —                 | —                 | —                 | —                 | —                 | —                 | 15                | 1                 | 84                | —                 | —                 | 18                | 40                | 57                | —                 | —                 | —                 | —                 | —                  | Don’t Believe the Truth            |
| 2005                           | "Let There Be Love"                   | 2                 | —                 | —                 | —                 | —                 | —                 | —                 | 14                | 2                 | 85                | —                 | —                 | —                 | —                 | —                 | —                 | —                 | —                 | —                 | —                  | Don’t Believe the Truth            |
| 2007                           | "Lord Don’t Slow Me Down"             | 10                | —                 | —                 | —                 | —                 | —                 | —                 | 37                | —                 | —                 | —                 | —                 | —                 | —                 | —                 | —                 | —                 | —                 | —                 | —                  | Non-album single                   |
| 2008                           | "The Shock of the Lightning"          | 3                 | —                 | 56                | 51                | —                 | —                 | 38                | 12                | 8                 | 47                | —                 | —                 | 22                | 5                 | 42                | 93                | —                 | 12                | —                 | —                  | Dig Out Your Soul                  |
| 2008                           | "I’m Outta Time"                      | 12                | —                 | 62                | —                 | —                 | —                 | 48                | —                 | 53                | —                 | —                 | —                 | —                 | —                 | —                 | —                 | —                 | —                 | —                 | —                  | Dig Out Your Soul                  |
| 2009                           | "Falling Down"                        | 10                | —                 | —                 | 45                | —                 | —                 | —                 | 12                | 19                | 71                | —                 | —                 | 50                | 26                | —                 | —                 | —                 | —                 | —                 | —                  | Dig Out Your Soul                  |
| "–" pozycja nie była notowana. |                                       |                   |                   |                   |                   |                   |                   |                   |                   |                   |                   |                   |                   |                   |                   |                   |                   |                   |                   |                   |                    |                                    |

## Wideografia
| Rok  | Tytuł                                                                                                |
| ---- | --- |
| 1995 | Live by the Sea - Data: 31 sierpnia 1995 - Wydawca: Epic - Format: VHS                               |
| 1996 | ...There and Then - Data: 14 października 1996 - Wydawca: Epic - Format: VHS                         |
| 2000 | Familiar to Millions - Data: 13 listopada 2000 - Wydawca: Big Brother (RKID #5) - Format: DVD, VHS   |
| 2004 | Definitely Maybe - Data: 6 września 2004 - Wydawca: Big Brother (RKID #6) - Format: DVD              |
| 2007 | Lord Don’t Slow Me Down - Data: 29 października 2007 - Wydawca: Big Brother (RKID #38) - Format: DVD |

## Teledyski
| Rok  | Tytuł                          | Reżyseria                     |
| ---- | ------------------------------ | ----------------------------- |
| 1994 | "Supersonic"                   | Mark Szaszy                   |
| 1994 | "Supersonic" (US Version)      | Nick Egan                     |
| 1994 | "Shakermaker"                  | Mark Szaszy                   |
| 1994 | "Live Forever"                 | Carlos Grasso                 |
| 1994 | "Live Forever" (US Version)    | Nick Egan                     |
| 1994 | "Cigarettes & Alcohol"         | Mark Szaszy                   |
| 1994 | "Rock ’n’ Roll Star"           | Nigel Dick                    |
| 1994 | "Whatever"                     | Mark Szaszy                   |
| 1995 | "Some Might Say"               | Stuart Fryer                  |
| 1995 | "Roll With It"                 | Jon Klein                     |
| 1995 | "Morning Glory"                | Jake Scott                    |
| 1995 | "Wonderwall"                   | Nigel Dick                    |
| 1996 | "Don’t Look Back In Anger"     | Nigel Dick                    |
| 1996 | "Champagne Supernova"          | Nigel Dick                    |
| 1997 | "D’You Know What I Mean?"      | Dom & Nick                    |
| 1997 | "Stand by Me"                  | David Mould                   |
| 1998 | "All Around the World"         | Jonathan Dayton Valerie Faris |
| 1998 | "Don’t Go Away"                | Nigel Dick                    |
| 1998 | "Acquiesce" (live)             | Jill Furmanovsky              |
| 2000 | "Go Let It Out"                | Nick Egan                     |
| 2000 | "Who Feels Love?"              | Nick Egan                     |
| 2000 | "Sunday Morning Call"          | Nick Egan                     |
| 2000 | "Where Did It All Go Wrong?"   | Nick Egan                     |
| 2002 | "The Hindu Times"              | W.I.Z.                        |
| 2002 | "Stop Crying Your Heart Out"   | W.I.Z.                        |
| 2002 | "Little by Little"             | Max Bullet Dania Bullett      |
| 2003 | "Songbird"                     | Dick Carruthers               |
| 2005 | "Lyla"                         | Tim Qualtrough                |
| 2005 | "The Importance of Being Idle" | Dawn Shadforth                |
| 2005 | "Let There Be Love"            | Baillie Walsh                 |
| 2006 | "Acquiesce"                    | Robert Hales                  |
| 2006 | "The Masterplan"               | Ben & Greg                    |
| 2007 | "Lord Don’t Slow Me Down"      | Baillie Walsh                 |
| 2008 | "The Shock of the Lightning"   | Julian House Julian Gibbs     |
| 2008 | "I’m Outta Time"               | W.I.Z.                        |
| 2009 | "Falling Down"                 | W.I.Z.                        |

## Inne notowane utwory
| Rok  | Tytuł                      | UK  | Album                           |
| ---- | -------------------------- | --- | ------------------------------- |
| 1995 | "Wibbling Rivalry"         | 52  | Wibbling Rivalry                |
| 2009 | "Those Swollen Hand Blues" | 190 | Falling Down                    |
| 2009 | "The Boy With The Blues"   | 120 | The Boy With The Blues – Singel |
| 2009 | "I Believe In All"         | 157 | I Believe In All – Singel       |